# Halibut Point State Park

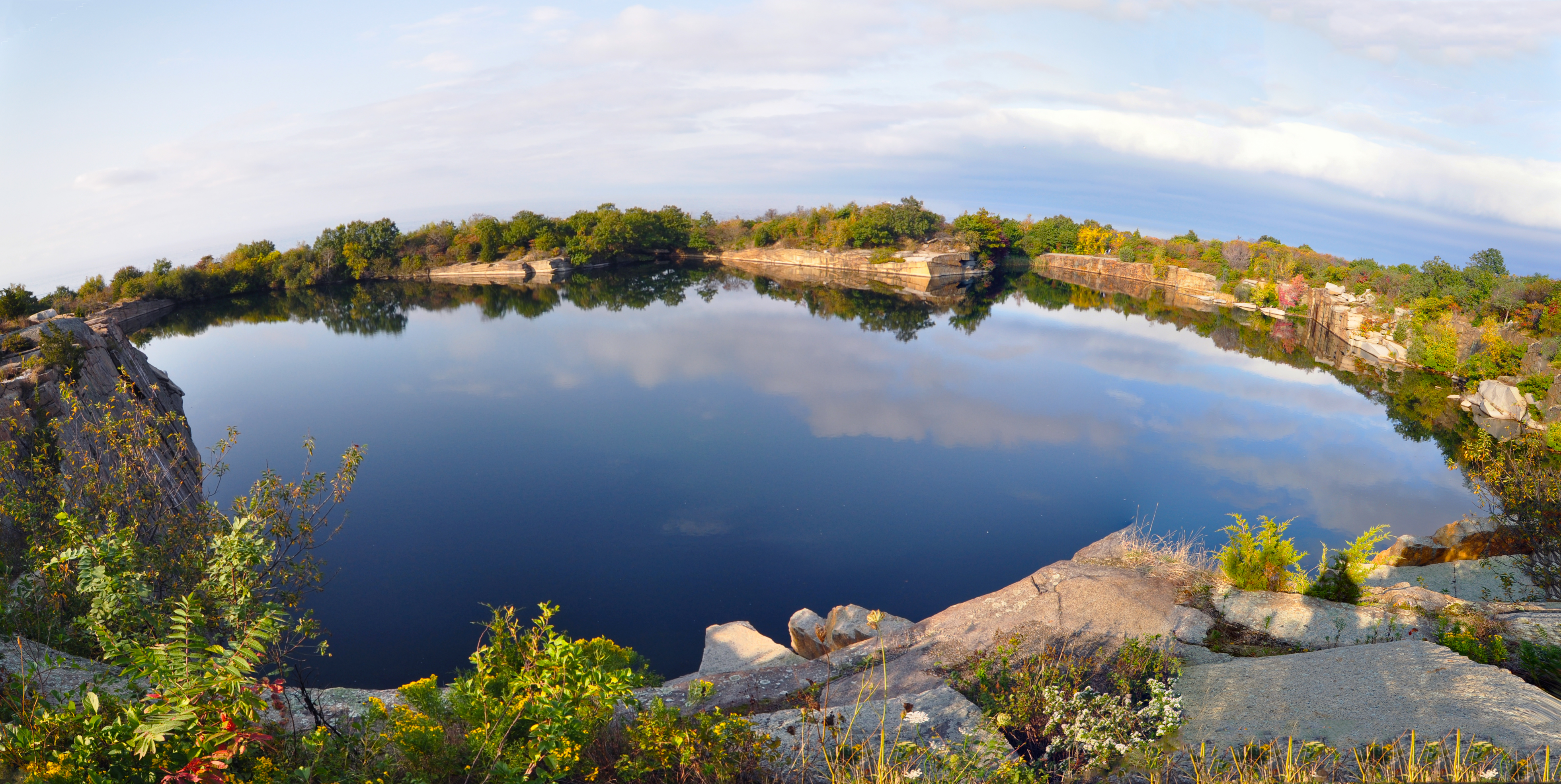
Halibut Point State Park in 2009.

Halibut Point State Park is een park drie kilometer ten noorden van Rockport (Massachusetts) op Cape Ann. Het park staat onder beheer van The Trustees of Reservations en de Massachusetts Department of Conservation and Recreation. De trustees kochten een deel van het gebied in 1934 en in 1981 heeft de staat Massachusetts nabijgelegen land bijgekocht en er een park van gemaakt.
Halibut Point ligt op Cape Ann, aan de noordkust van de kaap, tussen de havens van Portsmouth en Boston. Schepen die de kaap passeerden, ofwel hauled about in het Engels, gaven de naam aan dit gebied. Midden in het park ligt een oude granietgroeve, de Babson Farm Quarry. In 1840 begon hier de mijnbouw van het graniet, eerst op kleine schaal, maar na de overname van de groeve door de Rockport Granite Company, op grotere schaal.
Rockport Granite was opgericht in 1864 en had in 1920 alle granietgroeven van Cape Ann opgekocht. Op het hoogtepunt van de activiteiten had het bedrijf meer dan 800 werknemers. Het graniet werd eerst met paard en wagen en later per trein naar de haven van Rockport vervoerd. Schepen vervoerden het graniet verder naar de uiteindelijke plaats van bestemming. In 1929, mede door de economische crisis, werd de mijn gesloten.
In 1934 kocht de trustees zeven hectare aan de oostzijde van de groeve; met de rest van het gebied werd toen niets gedaan. In 1943, bouwde het Amerikaanse leger op het terrein een bunker van 18 meter hoog. Deze bunker had tot taak de grote kustbatterijen van Fort Dearborn and Fort Ruckmann, die waren aangelegd ter bescherming van de havens van Portsmouth en Boston tegen aanvallen vanuit zee, van vuurleiding te voorzien. Na de Tweede Wereldoorlog heeft de luchtmacht de locatie overgenomen om onderzoek te doen naar radarsystemen.
Na het vertrek van de luchtmacht kocht de staat Massachusetts in 1981 nog eens 23 hectare en combineerde dit met het land van de trustee. Het park werd in hetzelfde jaar geopend. De groeve is nu gevuld met water en is, maximaal, 18 meter diep. Er is een wandelroute uitgezet met een beschrijving van de werkzaamheden toen de groeve nog in gebruik was. Behalve de groeve zelf zijn er overigens geen werktuigen en dergelijke te zien. De bunker is te bezoeken en maakt deel uit van het bezoekerscentrum van het park.

## Fotogalerij

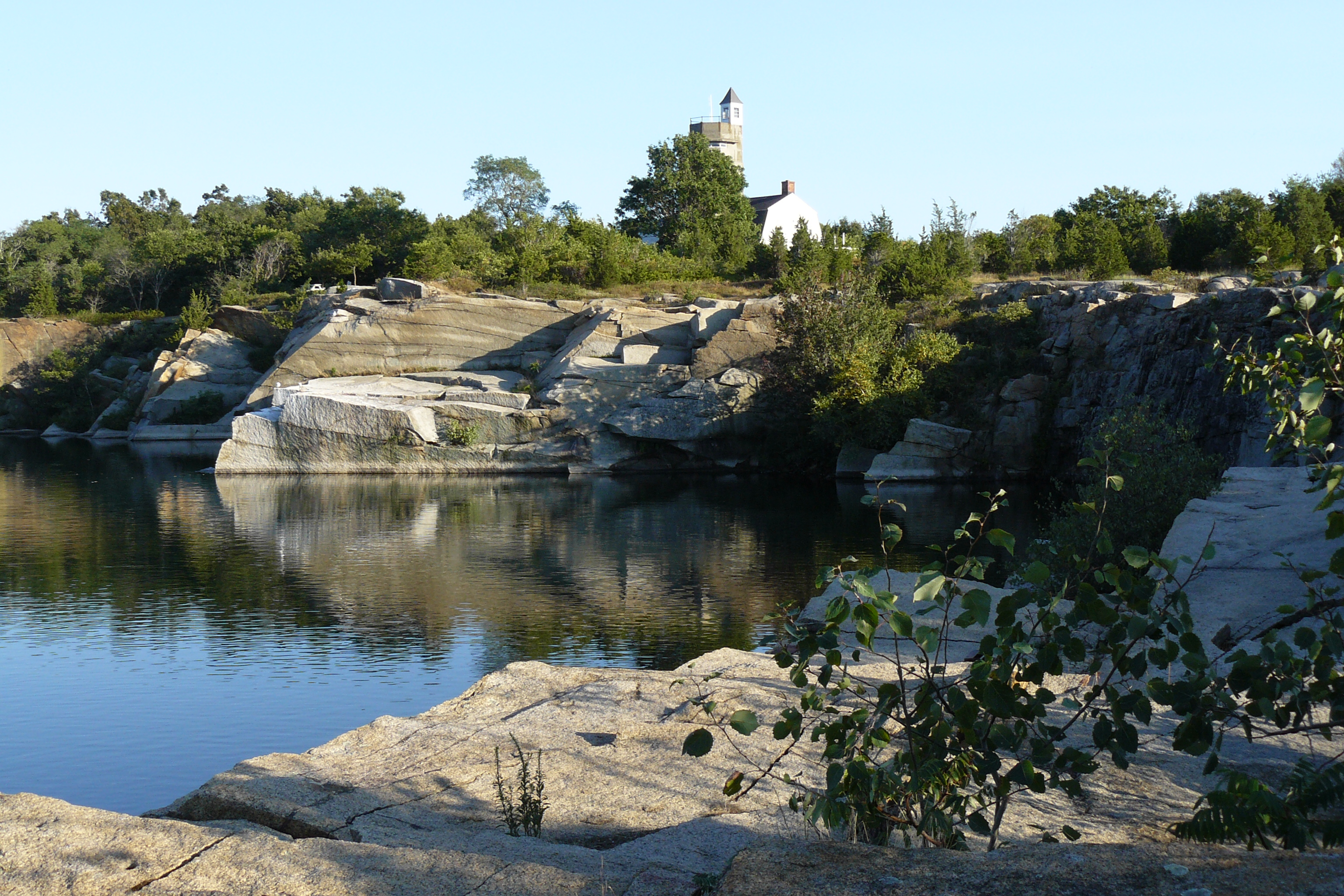
Zicht op de groeve met bunker op achtergrond
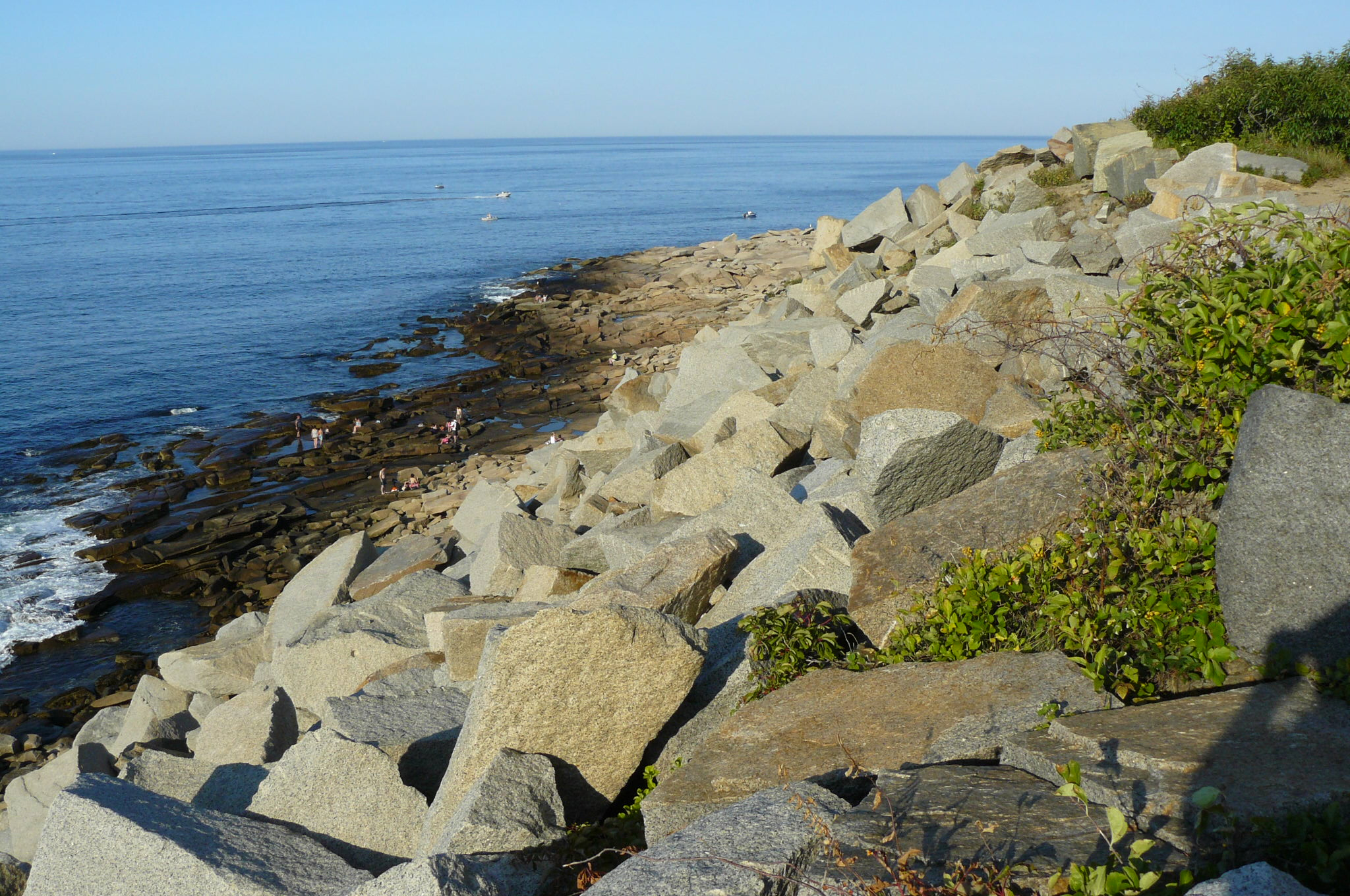
Zicht op zee vanaf Halibut Point
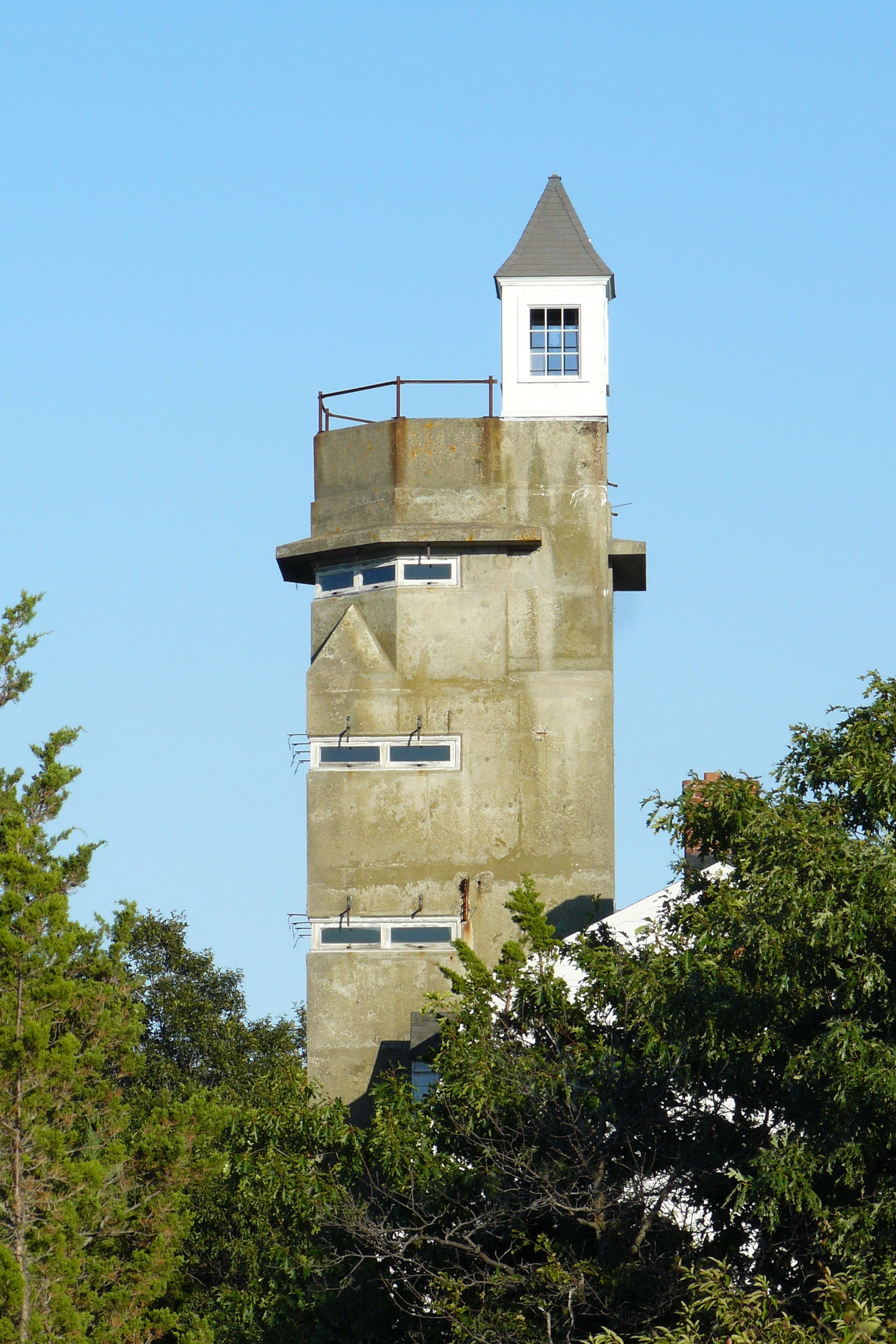
Vuurleidingsbunker annex bezoekerscentrum